# Jean-Philippe Stassen
Jean-Philippe Stassen (Liegi, 14 marzo 1966) è un fumettista belga.

## Opere principali
Sono menzionati solamente gli albi pubblicati in Italia.
- Déogratias (Traduttore: Feriani C.), Nuovi Equilibri, Viterbo, 2005. ISBN 88-7226-872-9
- Ragazzini (Traduttore: Alphandery A.), Lizard, Roma, 2006. ISBN 88-88545-67-0
- Luis il portoghese (Traduttore: Armani Z.), Lizard, Roma, 2006. ISBN 88-88545-77-8
- ABC Africa, Guida pratica per un genocidio (Traduttore: Stefano Andrea Cresti), Becco Giallo, Collezione Cronaca Estera, 2007. ISBN 978-88-85832-31-2